# Pelenomus canaliculatus
Pelenomus canaliculatus är en skalbaggsart som först beskrevs av Olof Immanuel von Fåhraeus 1843.  Pelenomus canaliculatus ingår i släktet Pelenomus, och familjen vivlar. Arten är reproducerande i Sverige.